# Cadillac Cimarron
Cadillac Cimarron — компактный представительский автомобиль, который выпускался подразделением Cadillac компании General Motors с 1981 по 1988 год с небольшим фейслифтингом в 1985 году.

## История
Впервые Cadillac Cimarron был представлен 21 мая 1981 года. Надпись Cimarron ассоциировалась с «силой духа, приключениями и новаторством». Шильдик был выбран из списка, в который входили J2000 (в честь Pontiac Sunbird), Carmel, Cascade, Caville (сочетание слов Cadillac и Deville), Envoy (в честь одноимённого внедорожника производства GMC) и Series 62 (предшественник Cadillac Calais).
Изначально автомобиль выпускался на сборочном заводе в Саут-Гейте, а с 1982 года — в Джейнсвилле. Оба завода выпускали Cadillac Cimarron параллельно с Chevrolet Cavalier и его вариантами на платформе J. В Северной Америке у Cimarron не было прямой замены.
Cimarron известен как надир в планировании продукции General Motors — из-за низких продаж, низкой производительности и непродуманной разработки значков. В 1983 году решётка радиатора претерпела изменение: установленный по центру герб был заменен смещённым шрифтом Cadillac. С заднего пассажирского сиденья был снят жёсткий пластиковый контейнер для хранения.
С 1984 по 1985 год Cadillac Cimarron оснащался пакетом опций d'Oro. В 1985 году экстерьер претерпел незначительные изменения: наряду с радиаторной решёткой, которая отличала внешний вид от Cavalier, был представлен капот с «силовым куполом». Также была представлена серебристая рифлёная отделка нижней части кузова. В зависимости от отделки, на радиаторной решётке сохранялась надпись Cadillac.
В 1986 году задняя часть получила закруглённые задние фонари. Опционально была представлена аудиосистема «Symphony Sound» со встроенным эквалайзером и кассетным проигрывателем. В то же время в Канаде были завершены продажи автомобиля.
В 1987 году передняя часть получила фары с композитными линзами и переработанные легкосплавные диски.

## Особенности
Cadillac Cimarron оснащался 1,8-литровым четырёхцилиндровым двигателем мощностью 66 кВт (88 л. с.). В 1983 году объём двигателя был увеличен до 2,0 л, а сам двигатель получил систему впрыска топлива в корпусе дроссельной заслонки. При настройке двигателя мощность снизилась до 64 кВт (86 л. с.). В 1985 году опционально автомобиль стал оснащаться 2,8-литровым двигателем Chevrolet V6 мощностью 97 кВт (130 л. с.). Двигатели сочетались в паре с четырёхступенчатой или же пятиступенчатой механической трансмиссией (опционально — трёхступенчатой автоматической).

## Галерея

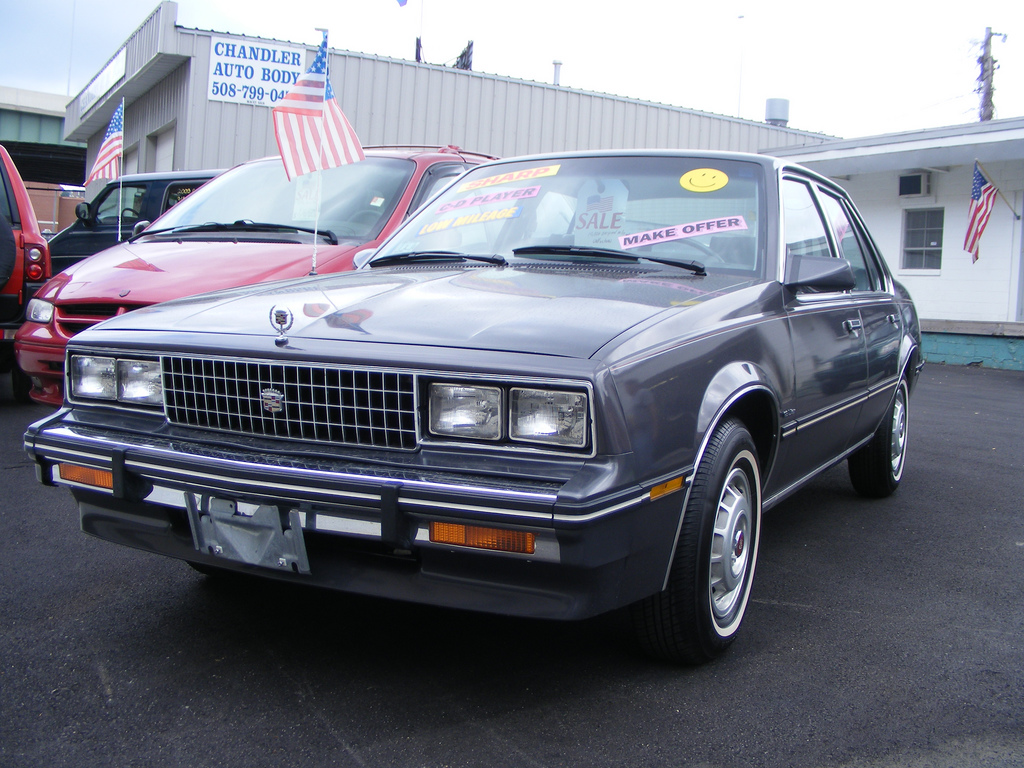
Вид спереди
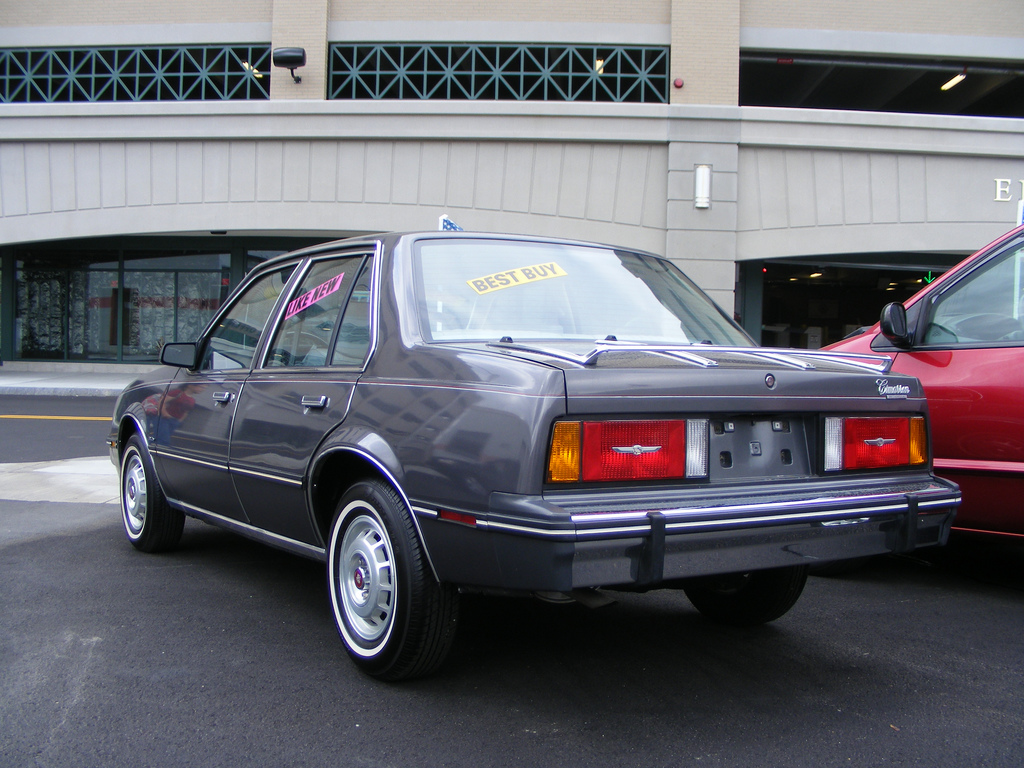
Вид сзади
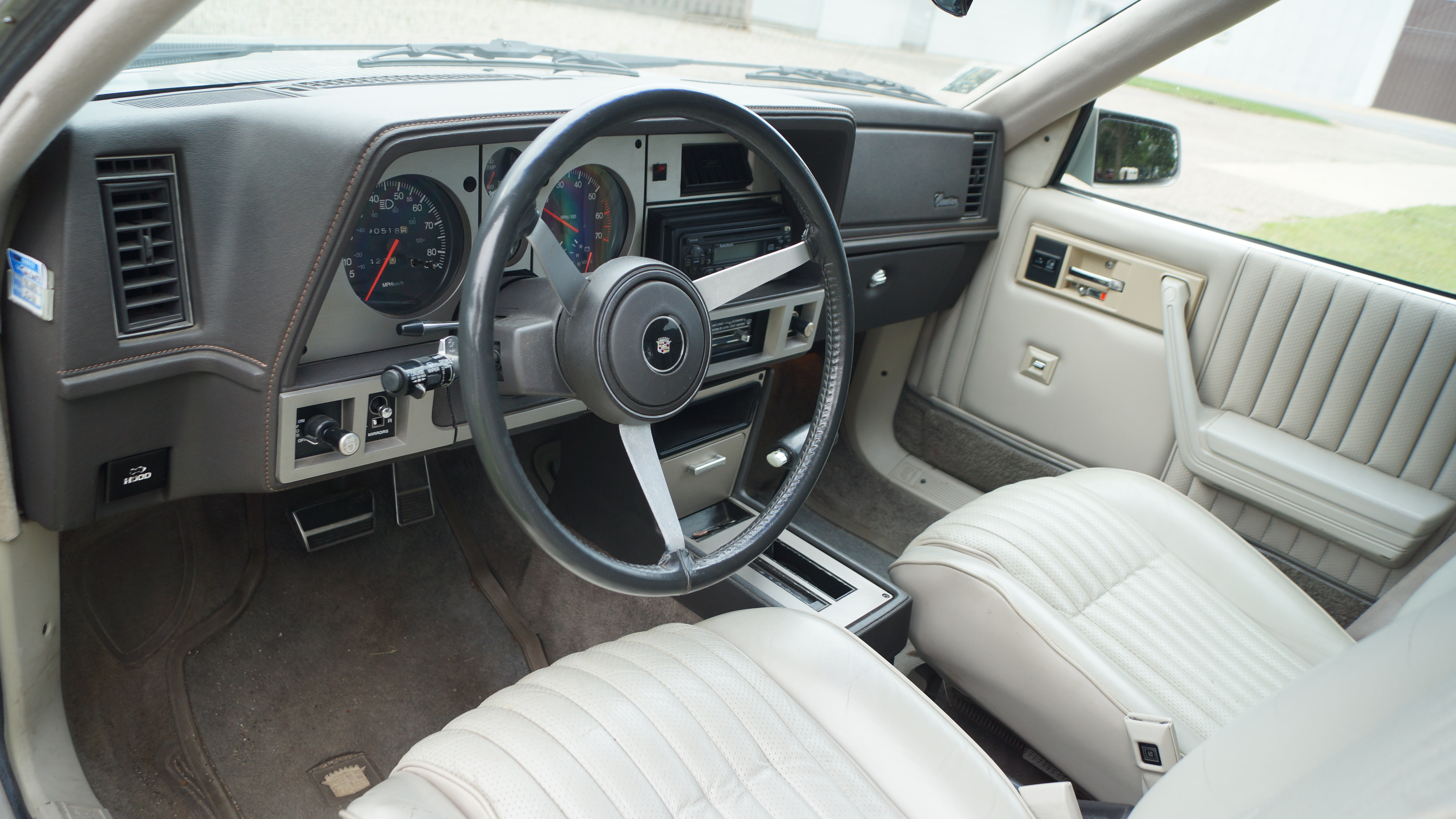
Интерьер
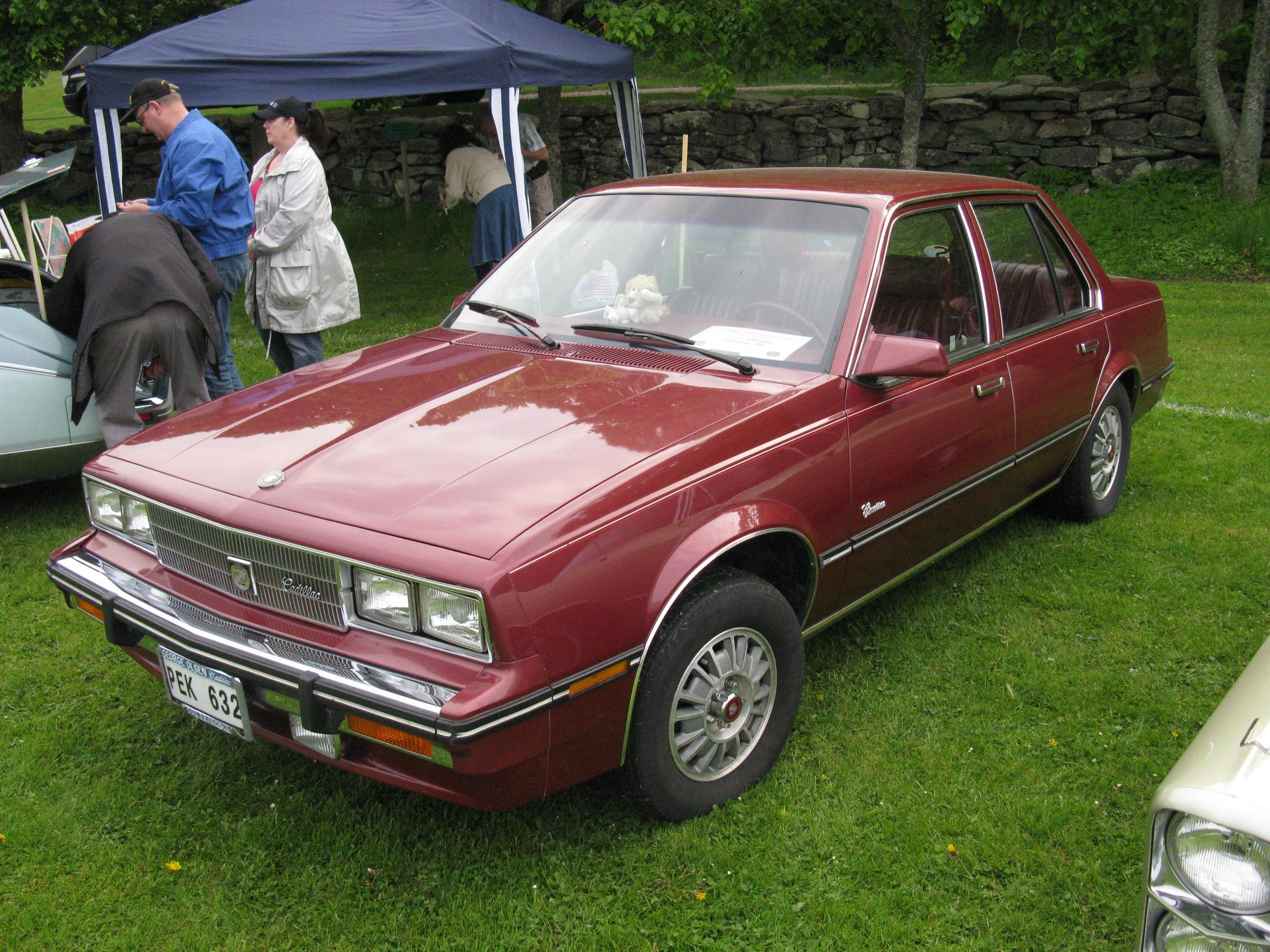
1985 Cimarron d'Oro
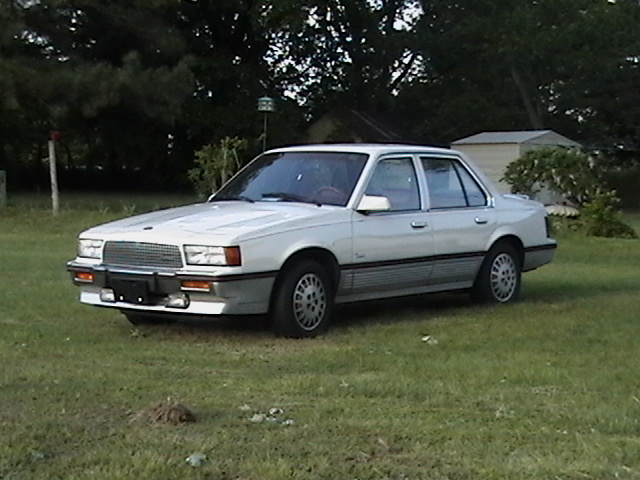
1988 Cimarron

## Продажи в Америке
| Год   | Продано |
| ----- | ------- |
| 1982  | 25,968  |
| 1983  | 19,194  |
| 1984  | 21,898  |
| 1985  | 19,890  |
| 1986  | 24,534  |
| 1987  | 14,561  |
| 1988  | 6,454   |
| Всего | 132,499 |